# Rives (Lot i Garonna)
Rives – miejscowość i gmina we Francji, w regionie Nowa Akwitania, w departamencie Lot i Garonna.
Według danych na rok 1990 gminę zamieszkiwały 223 osoby, a gęstość zaludnienia wynosiła 17 osób/km² (wśród 2290 gmin Akwitanii Rives plasuje się na 954. miejscu pod względem liczby ludności, natomiast pod względem powierzchni na miejscu 872.).